# إميليانو إلياس زاباتا
إميليانو إلياس زاباتا (بالإسبانية: Emiliano Elias Zapata)‏ هو لاعب كرة قدم أرجنتيني، ولد في 12 أغسطس 1982 في مدينة بارانا، انتري ريوس في الأرجنتين. لعب مع نادي أتليتيكو سان تيلمو.